# إيسادوري شوارتز
إيسادوري شوارتز (بالإنجليزية: Isadore Schwartz)‏ مواليد 23 يوليو 1902 في نيويورك - الوفاة 08 يوليو 1988، كان ملاكم أمريكي صنّف ضمن فئة وزن الذبابة.

## إحصائيات
خاض خلال مسيرته 125 نزالا، فاز في 70 وتعادل في 16 وخسر في 34. فاز بالضربة القاضية في 7 نزالا.

## روابط خارجية
- إيسادوري شوارتز على موقع بوكس ريك (الإنجليزية) (registration required)